# Дэвлет, Екатерина Георгиевна
Екатери́на Гео́ргиевна Дэвле́т (16 августа 1965, Москва — 23 августа 2018, там же) — российский археолог, сотрудник Института археологии РАН, профессор РГГУ, лауреат премии имени И. Е. Забелина (2012). Доктор исторических наук, профессор. Дочь археолога М. А. Дэвлет.

## Биография
В 1990 году — окончила исторический факультет МГУ.
В 1995 году — защитила кандидатскую диссертацию, тема: «Искусство Нижней Центральной Америки в доколумбову эпоху (художественные изделия из камня)».
В 2003 году — защитила докторскую диссертацию, тема: «Памятники наскального искусства: изучение, сохранение, использование» .
Работала в Институте археологии РАН с 1995 года.
С 2000 года являлась сотрудником Мезоамериканского Центра.

## Научная деятельность
Основные научные интересы: искусство древней Мезоамерики, ранние формы искусства, петроглифика, наскальные изображения, ранняя иконография.
С 1986 года участвовала в археологических экспедициях (Мексика, Абхазия, Кыргызстан, Сибирь, Дальний Восток, Средняя и Центральная Азия).
Руководитель проектов РГНФ и РФФИ, программы Президиума РАН «Этнокультурное взаимодействие в Евразии» и программы ОИФН РАН «Общественный потенциал истории».
Участие в научных и общественных сообществах:
- Президент Сибирской ассоциации исследователей первобытного искусства (САИПИ);
- Член редколлегии журнала «Российская археология» и редакционного совета журнала «Археология, этнография и антропология Евразии»;
- Член Международного комитета по наскальному искусству в ИКОМОС (ЮНЕСКО) (CAR ICOMOS UNESCO);
- Член Европейской ассоциации археологов (EAA);
- Член Австралийской ассоциации исследователей наскального искусства (AURA).

В Российском государственном гуманитарном университете читала курсы по дисциплинам: археология, введение в страноведение, история доколумбовой Америки.
Автор 97 научных работ, в том числе четырёх монографий:
- Дэвлет Е. Г., Дэвлет М. А. Сокровища наскального искусства Северной и центральной Азии. М.: ИА РАН, 2011.
- Дэвлет Е. Г. Альтамира: у истоков искусства. M., 2005.
- Дэвлет Е. Г. Художественные изделия из камня индейцев Центральной Америки. М., 2000.
- Дэвлет Е. Г. Памятники наскального искусства: изучение, сохранение, использование. М., 2002.
- Дэвлет Е. Г. Духовная культура древних народов Северной и Центральной Азии. Мир петроглифов. Нью-Йорк, 2000.
- Брёйль, Анри : [арх. 3 января 2023] / Дэвлет Е. Г. // Большой Кавказ — Великий канал. — М. : Большая российская энциклопедия, 2006. — С. 189. — (Большая российская энциклопедия : [в 35 т.] / гл. ред. Ю. С. Осипов ; 2004—2017, т. 4). — ISBN 5-85270-333-8.

## Награды
- Премия имени И. Е. Забелина (совместно с М. А. Дэвлет, за 2012 год) — за монографию «Мифы в камне: Мир наскального искусства России»